# Districtul Nyírbátor
Nyírbátor (în maghiară Nyírbátori járás) este un district în județul Szabolcs-Szatmár-Bereg, Ungaria.
Districtul are o suprafață de 695,94 km2 și o populație de 43.557 locuitori (2013).